# Acanthostachys
Acanthostachys là một chi thực vật có hoa trong họ Bromeliaceae.

## Danh sách loài
- Acanthostachys pitcairnioides (Mez) Rauh & Barthlott
- Acanthostachys strobilacea (Schultes f.) Klotzsch

## Hình ảnh

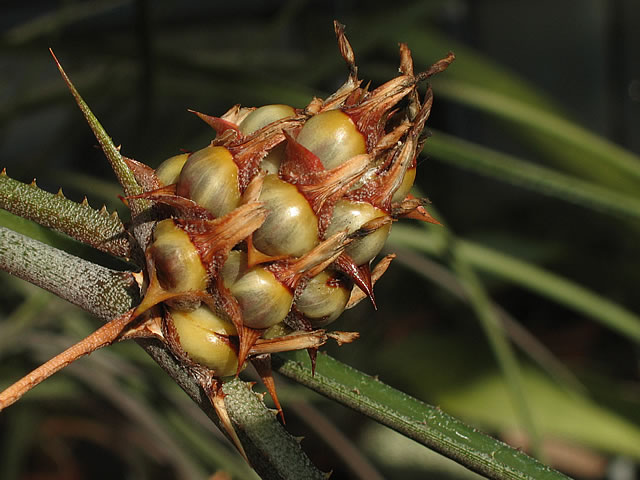
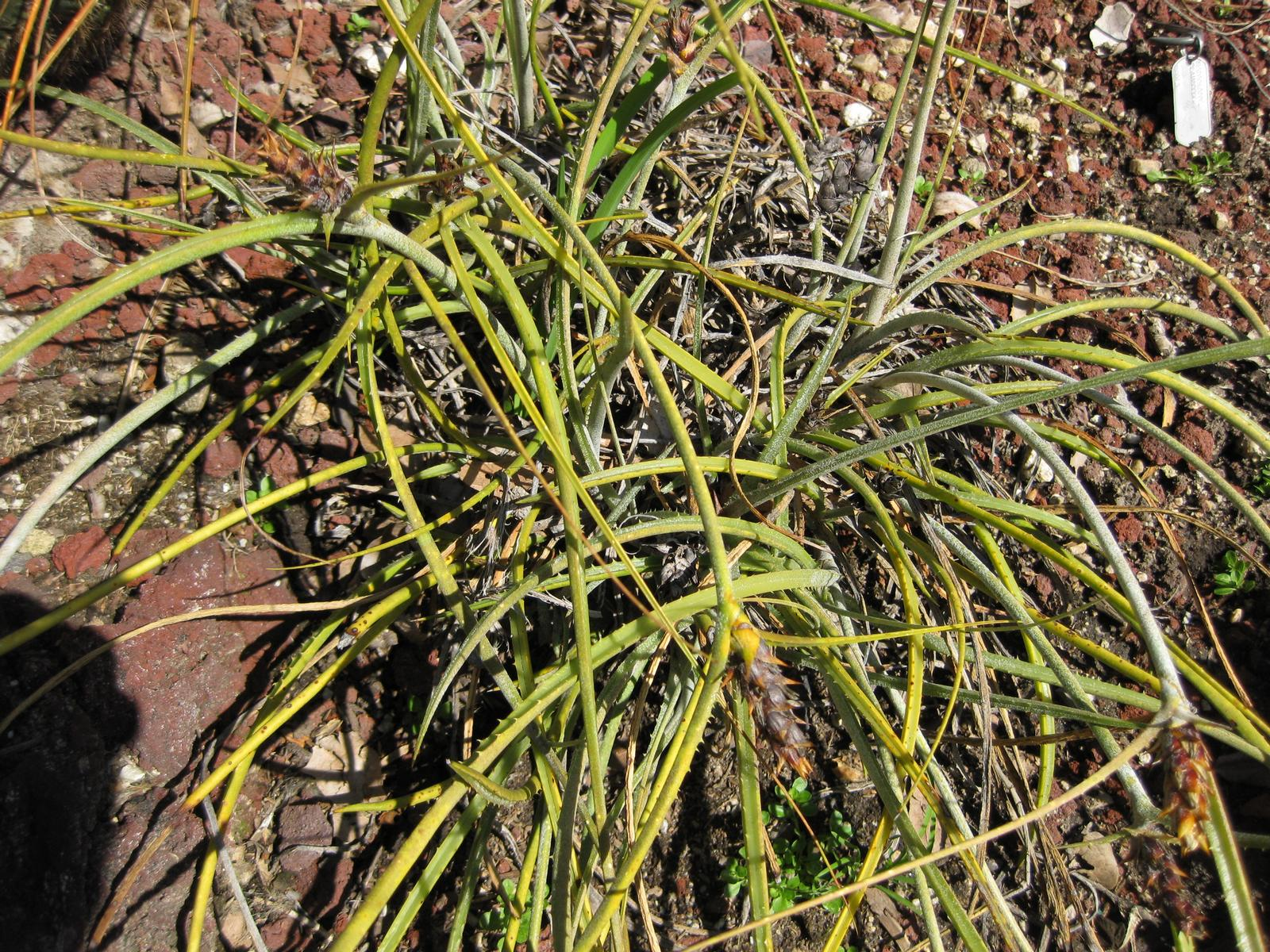
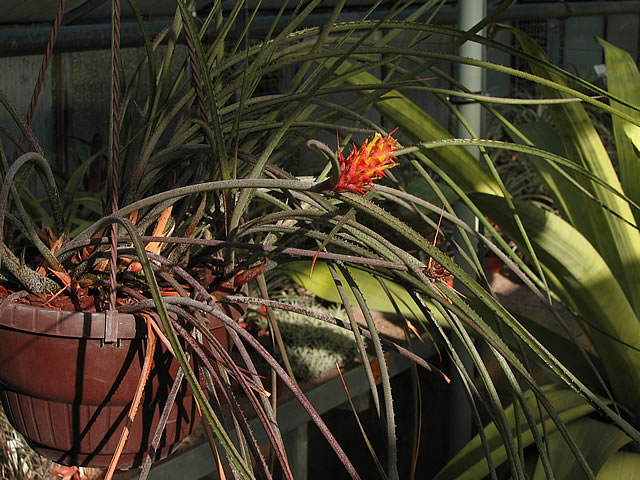